# Hidemaro Watanabe
Hidemaro Watanabe (Hiroshima, Prefectura d'Hiroshima, Japó, 24 de setembre de 1924 - 12 d'octubre de 2011), va ser un futbolista, entrenador i professor japonès.

## Biografia
Hidemaro Watanabe va graduar-se a la Universidad de Kokugakuin després de la Segona Guerra Mundial i posteriorment va ser professor en un institut d'educació secundària a Hiroshima.

## Selecció japonesa
Hidemaro Watanabe va disputar 2 partits amb la selecció japonesa.